# 23235 Yingfan
23235 Yingfan este un asteroid din centura principală de asteroizi.

## Descriere
23235 Yingfan este un asteroid din centura principală de asteroizi. A fost descoperit pe 21 noiembrie 2000 la Socorro, New Mexico, în cadrul proiectului LINEAR. Asteroidul prezintă o orbită caracterizată de o semiaxă mare de 2,56 ua, o excentricitate de 0,14 și o înclinație de 2,7° în raport cu ecliptica.